# Rabbits on the Run
Rabbits on the Run è il quarto album in studio della cantautrice statunitense Vanessa Carlton, pubblicato il 26 luglio 2011 dall'etichetta discografica Razor & Tie.

## Accoglienza
| Recensione           | Giudizio |
| -------------------- | -------- |
| AllMusic             |          |
| Entertainment Weekly | B+       |
| PopMatters           | 8/10     |
| Slant Magazine       |          |
| Los Angeles Times    |          |

Rabbits on the Run ha ottenuto recensioni positive da parte dei critici musicali. Su Metacritic, sito che assegna un punteggio normalizzato su 100 in base a critiche selezionate, l'album ha ottenuto un punteggio medio di 72 basato su sei recensioni.

## Tracce
Testi e musiche di Vanessa Carlton, eccetto dove indicato.
1. Carousel – 3:16
2. I Don't Want to Be a Bride – 4:01 (Vanessa Carlton, Stephen John Osborne, Ari Ingber)
3. London – 4:19
4. Fairweather Friend – 3:55
5. Hear the Bells – 3:44
6. Dear California – 3:19 (Vanessa Carlton, Ari Ingber)
7. Tall Tales for Spring – 4:28
8. Get Good – 3:54
9. The Marching Line – 3:30
10. In the End – 2:53

## Classifiche
| Classifica (2011) | Posizione massima |
| ----------------- | ----------------- |
| Stati Uniti       | 62                |